# Catarina Rönnung
Catarina Elisabet Margareta Rönnung, född Hellgren 7 mars 1938 i Linköping, är en svensk socialdemokratisk politiker.
Catarina Rönnung är dotter till bankdirektören Sigurd Hellgren och Asta Waller. Efter studier i Uppsala har hon arbetat som lärare. Hon var mellan 1974 och 1998 socialdemokratisk riksdagsledamot för Jönköpings läns valkrets.
Hon var från 1959 gift med läraren och studierektorn Nils Torbjörn Rönnung (1932–2019) och har flera barn. Som nygifta hette de Nilsson innan namnet Rönnung antogs.